# XEmacs

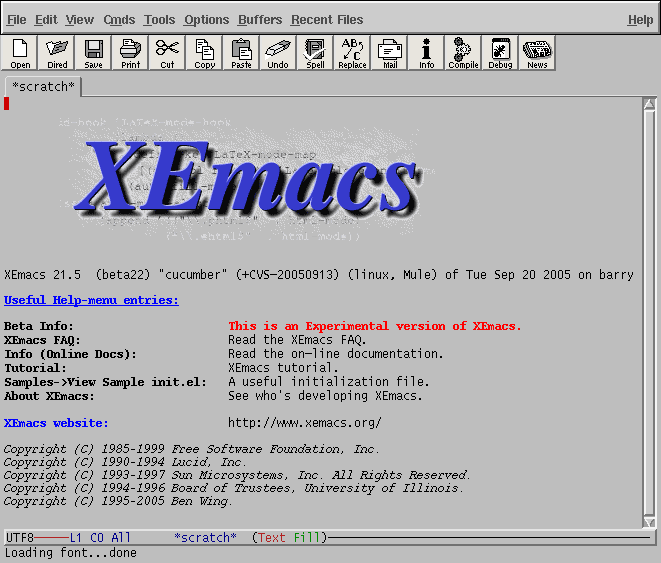
XEmacs

XEmacs – edytor tekstu, który jest oparty na edytorze GNU Emacs. Poprzez zastosowanie GUI w X Window jest on bardziej przyjazny dla użytkownika od swego poprzednika. Jednak od wersji 22 również GNU Emacs posiada GUI, które oparte jest na bibliotece GTK. Istnieje wiele wersji edytora XEmacs na różne odmiany UNIX-a, a także na platformę Windows oraz OS X.